# Dinomyidae
Die Dinomyidae („Schreckliche Mäuse“), zu der neben dem auch heute noch lebenden Pakarana etwa 50 fossile Arten zählen, sind eine südamerikanische Familie der Nagetiere, aus deren Reihen die mit Abstand größten Vertreter dieser Ordnung hervorgingen. Die erst kürzlich entdeckten Überreste der pliozänen Art Josephoartigasia monesi lassen auf ein Tier von etwa einer Tonne Körpergewicht schließen. Eine weitere ausgestorbene Familie riesiger Nager Südamerikas waren die Neoepiblemidae, die mit etwa zehn fossilen Arten bekannt sind.
Die Dinomyidae sind seit dem Oligozän aus Südamerika bekannt. Neben Josephoartigasia monesi zählen beispielsweise Phoberomys pattersoni und Telicomys giganteus zu den größten Nagetieren, die jemals gelebt haben.

## Systematik
- Familie Dinomyidae
  - †Pseudodiodomus
  - †Agnomys
  - Unterfamilie †Eumegamyinae
    - †Doellomys
    - †Gyriabrus
    - †Briaromys
    - †Tetrastylus
    - †Phoberomys
    - †Colpostemma
    - †Orthomys
    - †Eumegamys
    - †Pseudosigmomys
    - †Pentastylodon
    - †Eumegamysops
    - †Telicomys
    - †Perumys
    - †Artigasia
    - †Josephoartigasia[2]

  - Unterfamilie †Potamarchinae
    - †Scleromys
    - †Olenopsis
    - †Simplimus
    - †Eusigmomys
    - †Potamarchus

  - Unterfamilie Dinomyinae
    - †Telodontomys
    - Pakarana (Dinomys branickii)